# Chartuzac
Chartuzac är en kommun i departementet Charente-Maritime i regionen Nouvelle-Aquitaine i västra Frankrike. Kommunen ligger  i kantonen Montendre som ligger i arrondissementet Jonzac. År 2022 hade Chartuzac 164 invånare.

## Befolkningsutveckling
Antalet invånare i kommunen Chartuzac
Referens:INSEE